# アクシオム ミッション4
アクシオム ミッション4（Axiom Mission 4、Ax-4とも）はスペースXとNASAとのパートナーシップのもとにアクシオム・スペースが運用した国際宇宙ステーション（ISS）への民間宇宙飛行。このミッションでは、クルードラゴン グレイスを低軌道に投入するためにスペースXのファルコン9ブロック5ロケットが使用された。このミッションは、クルードラゴンの5機目であり、最終号機となる宇宙船C213「グレイス」の初飛行となる。
このフライトは2025年6月11日にケネディ宇宙センターLC-39Aから打ち上げられる予定だったが、液体酸素の漏洩のために中止された
。ISSのズヴェズダ・モジュールでの無関係なリークのために、2回目の打ち上げの試みは2週間延期され、2025年6月25日 06:31:52 UTC（東部夏時間午前2時31分52秒）に打ち上げが成功した。

## クルー
このフライトのクルーはアクシオム社の従業員で元NASA宇宙飛行士のペギー・ウィットソン、ISROの宇宙飛行士シュバンシュ・シュクラ、ポーランドの宇宙飛行士スワヴォシュ・ウズナンスキ＝ヴィシニェフスキ、ハンガリー宇宙局の宇宙飛行士カプ・ティボールで構成されている。シュバンシュ・シュクラは宇宙を飛行したインドの宇宙飛行士団の最初のメンバーである。
このミッションは、インド、ハンガリー、ポーランドにとって40年以上ぶりの政府主導による有人宇宙飛行であり、ソ連時代のインターコスモス・ミッションに参加した経験を持つ3カ国にとって、全体では2度目の有人宇宙飛行となる。インターコスモス・ミッションはサリュート6号およびサリュート7号にドッキングしたが、これらの国々にとって、政府主導によるISSへのミッションは今回が初めてとなる。

### 正規クルー
| 地位                        | 宇宙飛行士                                                              | 宇宙飛行士                                                              |
| --------------------------- | ----------------------------------------------------------------------- | ----------------------------------------------------------------------- |
| 宇宙船指揮官                | ペギー・ウィットソン, アクシオム・スペース 5回目の宇宙飛行              | ペギー・ウィットソン, アクシオム・スペース 5回目の宇宙飛行              |
| 操縦士                      | シュバンシュ・シュクラ, ISRO 1回目の宇宙飛行                            | シュバンシュ・シュクラ, ISRO 1回目の宇宙飛行                            |
| 第1ミッションスペシャリスト | スワヴォシュ・ウズナンスキ＝ヴィシニェフスキ, ESA/POLSA 1回目の宇宙飛行 | スワヴォシュ・ウズナンスキ＝ヴィシニェフスキ, ESA/POLSA 1回目の宇宙飛行 |
| 第2ミッションスペシャリスト | Tibor Kapu, HSO 1回目の宇宙飛行                                         | Tibor Kapu, HSO 1回目の宇宙飛行                                         |

### 予備クルー
| 地位                        | 宇宙飛行士                                           | 宇宙飛行士                                           |
| --------------------------- | ---------------------------------------------------- | ---------------------------------------------------- |
| 宇宙船指揮官                | / マイケル・ロペス＝アレグリア, アクシオム・スペース | / マイケル・ロペス＝アレグリア, アクシオム・スペース |
| 操縦士                      | プラサンス・ナイル, ISRO                             | プラサンス・ナイル, ISRO                             |
| 第2ミッションスペシャリスト | チェレーニ・ジュラ, HSO                              | チェレーニ・ジュラ, HSO                              |

## ガガンヤーン
Ax-4は、インドのインド有人宇宙飛行計画にとって画期的な出来事であり、ISROのガガンヤーン計画との統合を表している。ガガンヤーンがインドの独立した有人飛行計画である一方で、Ax-4はインド人宇宙飛行士シュバンシュ・シュクラがISSへの民間ミッションで飛行する最初の機会を提供する。シュクラはISROとインドの研究機関によって開発されたスクリーン使用時の認知的影響、微生物適応、筋萎縮、微小重力下での作物の回復力に関する研究などの実験を実施する予定となっている。

### 実験
実験はインド宇宙研究機関（ISRO）によって調整されている。
- 宇宙微細藻類（国際遺伝子工学・バイオテクノロジーセンター（英語版）（ICGEB）およびインド国立植物ゲノム研究所（NIPGR））— ISSにおける微小重力と放射線が食用微細藻類に与える影響[12][13]
- 筋形成（幹細胞科学・再生医療研究所（InStem）、インド）— 微小重力下における代謝サプリメントの筋再生（英語版）への影響[12][13]
- スプラウト（ダーワッド農業科学大学（英語版）およびインド工科大学ダーワッド校）— 宇宙におけるサラダ用種子の発芽：乗組員栄養との関連性[12][13]
- ボイジャー・クマムシ（インド理科大学院）— 宇宙における真クマムシ綱Paramacrobiotus属BLR株の生存、復活、繁殖、およびトランスクリプトーム[12][13]
- ボイジャー・ディスプレイ（インド理科大学院）— 微小重力下における電子ディスプレイと人間の相互作用の分析[12][13]。この研究では、ISO 9241ポインティング課題、空間2バック課題、知覚ストレス、WHOメンタルウェルビーイングテストに関して、機内乗務員と地上乗務員のパフォーマンスを比較する
- 微小重力下における藍藻（国際遺伝子工学・バイオテクノロジーセンター（ICGEB））— 微小重力下における尿素および硝酸塩に対する藍藻の増殖とプロテオミクス反応の比較[13]
- 微小重力下における食用作物種子（インド宇宙科学技術研究所（英語版）およびケララ農業大学）— 食用作物種子の生育と収量パラメータに対する微小重力の影響

## HUNOR
Ax-4には、ファルカシュ・ベルタランにつぐ2人目のハンガーリー人宇宙飛行士であるカプ・ティボールも搭乗した。カプはソ連崩壊後初の、そして国際宇宙ステーションに搭乗した初めてのハンガリー人宇宙飛行士となった。ハンガリーはESAの一員でもあるが、HUNORミッション（HUNgarin to ORbit）はESAから完全に独立してハンガリー宇宙局（HSO）によって開発された。HUNORは2021年に初めて発表され、2022年7月にハンガリー外務省がアクシオムと飛行の予備契約を結び、2023年9月に最終的な契約が結ばれた。カプ・ティボールは247人の応募者の中からこのミッションの飛行士に選ばれ、予備飛行士にはチェレーニ・ジュラが選ばれた。カプは機械技師で趣味のスカイダイバーであり、ジュラは電気技師でアマチュアの障害物競走選手である。両名は2025年4月にNASAでの訓練を完了した。HUNORミッションには、アクシオム ミッション4のパッチとは別に、チョダシャルヴァシュ兄弟と最終的な宇宙飛行士候補者を表す4つの星が描かれた独自のパッチが用意されている。

## イグニス
ポーランドにとって、Ax-4は1978年依頼の有人ミッションである。ポーランド宇宙機関（POLSA）と欧州宇宙機関（ESA）は、スワヴォシュ・ウズナンスキ＝ヴィシニェフスキ宇宙飛行士のためにイグニス（Ignis）・ミッションで協業している。彼は、ESAの宇宙飛行士として民間有人宇宙飛行ミッションに参加した2人目の宇宙飛行士となった。彼の搭載貨物には技術および生命科学に関する実験が含まれている。

### ミッションパッチ
イグニス・ミッションには、アクシオム ミッション4のパッチとは別に翼がオルラ・ペルチ山麓の輪郭を象ったポーランドカラーの鷲が描かれ、ラテン語で「火」を意味するミッション名「イグニス」（Ignis）の上にたて座（星座を命名したヨハネス・ヘヴェリウスへのオマージュ）が様式化して描かれた独自のパッチがある。

### 訓練
ミッションに先立って、ウズナンスキ＝ヴィシニェフスキはヨーロッパ、日本およびアメリカ合衆国の施設で訓練を受けた。ケルンの欧州宇宙飛行士センターで、彼自身が行う実験とESAのコロンバス実験室モジュールに焦点を当てた。日本のJAXA筑波宇宙センターでは、日本の実験モジュールきぼうでの作業をカバーする訓練を受けた。アメリカ合衆国では、さまざまなNASAや、スペースXとアクシオム・スペースの施設で訓練を受けた。彼の訓練には放物線飛行も含まれていた。

### 実験
- AstroMentalHealth（シレジア大学）— 孤立、テクノロジー、そして自然との接触の制限が宇宙飛行士の精神的健康に与える影響[24]
- AstroPerformance (Mollis Textus)（Smarter Diagnostics）— 宇宙飛行が筋骨格系の軟部組織に与える影響を研究する[25]
- EEG Neurofeedback（グダニスク体育スポーツアカデミー）— 宇宙飛行士の精神的回復力と集中力をサポートするための脳波測定[26]
- Human Gut Microbiota（ポーランド軍事工科大学（英語版））— 宇宙飛行中の腸内細菌の変化に関する研究[27]
- Immune Multiomics（ポーランド軍事工科大学）— 宇宙環境が無顆粒白血球における遺伝子発現とDNAメチル化に及ぼす影響[28]
- Leopard Data Processing Unit（KP Labs）— 地上施設への要求レベルを怪訝するための軌道上でのAIベースのデータ処理の実証[29]
- MXene in LEO（AGH科学技術大学） — MXene型ナノマテリアルの宇宙環境下での安定性とウェアラブルデバイス（英語版）への利用[30]
- PhotonGrav（Cortivision）— NIRS脳計測装置をもとにした脳-コンピューターインターフェイスの試験[31]
- RadMon-on-ISS（SigmaLabs）— スケーラブルな放射線検出器[32]
- Space Volcanic Algae（Extremo Technologies）— 宇宙環境における極限環境性火山性微細藻類の生存と適応[33][34]
- Stability of Drugs（ポーランド科学アカデミー）— 宇宙環境における高分子薬剤放出システムの安定性[35]
- Wireless Acoustics（Svantek）— 音響メーターと個人線量計を使用したESAのコロンバス・モジュールでの雑音測定（英語版）[36]
- Yeast TardigradeGene（シュチェチン大学（英語版）、アダム・ミツキェヴィチ大学、シレジア大学）— 宇宙環境におけるクマムシ遺伝子を注入した酵母の生存とエネルギー状態[34][37]

## ミッション
時刻は東部夏時間（打ち上げ現地時間）
| 回目 | 時刻                     | 結果 | 再準備期間     | 理由       | 決定時間                | 好天確率 (%) | 補足                                         |
| ---- | ------------------------ | ---- | -------------- | ---------- | ----------------------- | ------------ | -------------------------------------------- |
| 1    | 2025年6月11日4:00:00 am  | 中止 | ---            | 技術的問題 | 2025年6月10日4:45:00 pm |              | 静的燃焼後に発見されたロケットの液体酸素漏洩 |
| 2    | 2025年6月23日11:42:00 pm | 中止 | 12日19時間42分 | 技術的問題 | 2025年6月19日2:48:00 pm |              | ズヴェズダ ISSモジュールでの空気漏れ         |
| 3    | 2025年6月25日2:31:00 am  | 成功 | 1日2時間49分   |            |                         |              |                                              |

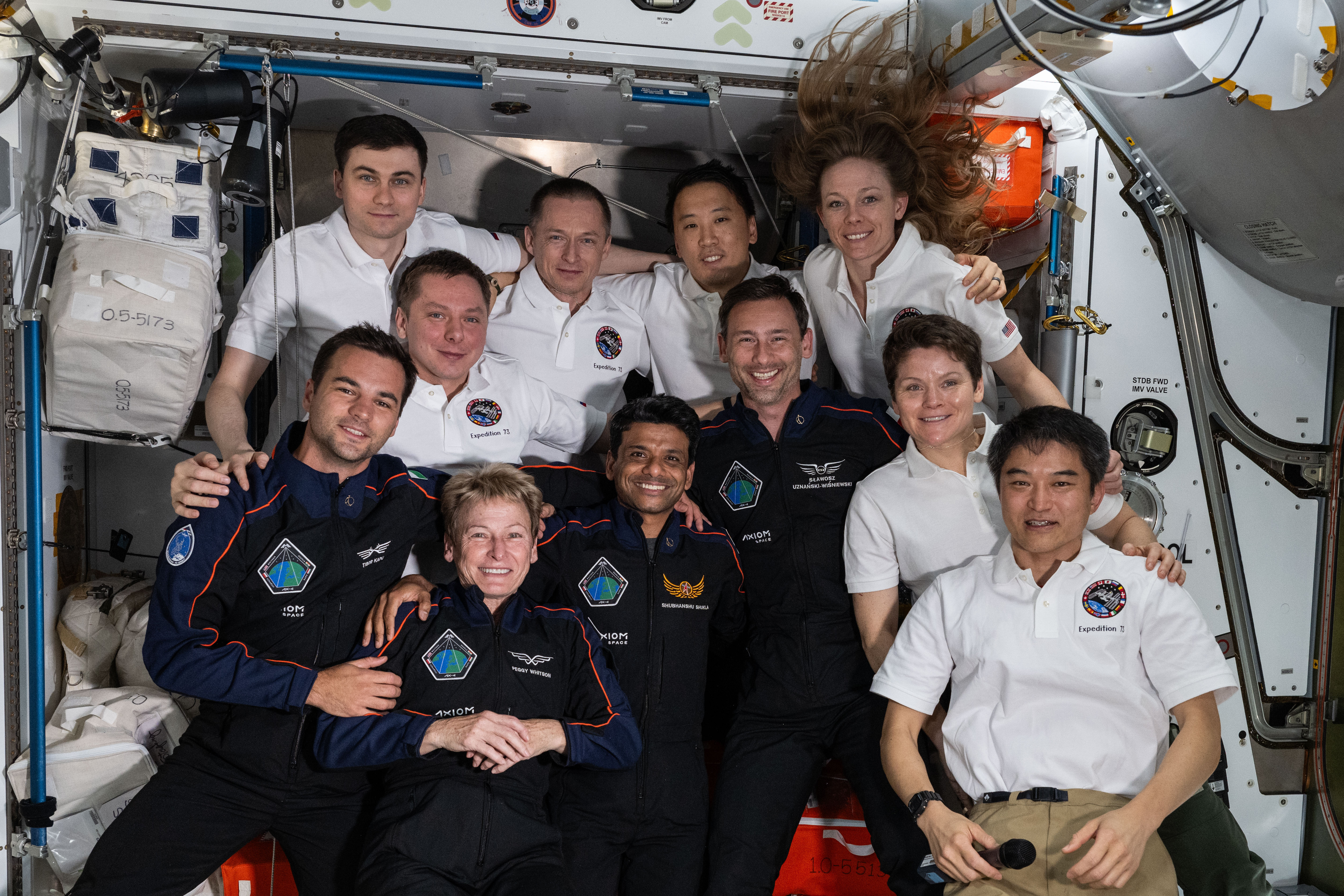
黒いジャンプスーツを着たアクシオム・ミッション4のクルー。左からカプ、ウィットソン、シュクラ、ウズナンスキ＝ヴィシニエフスキ、そして白いシャツを着た第73次長期滞在のクルー

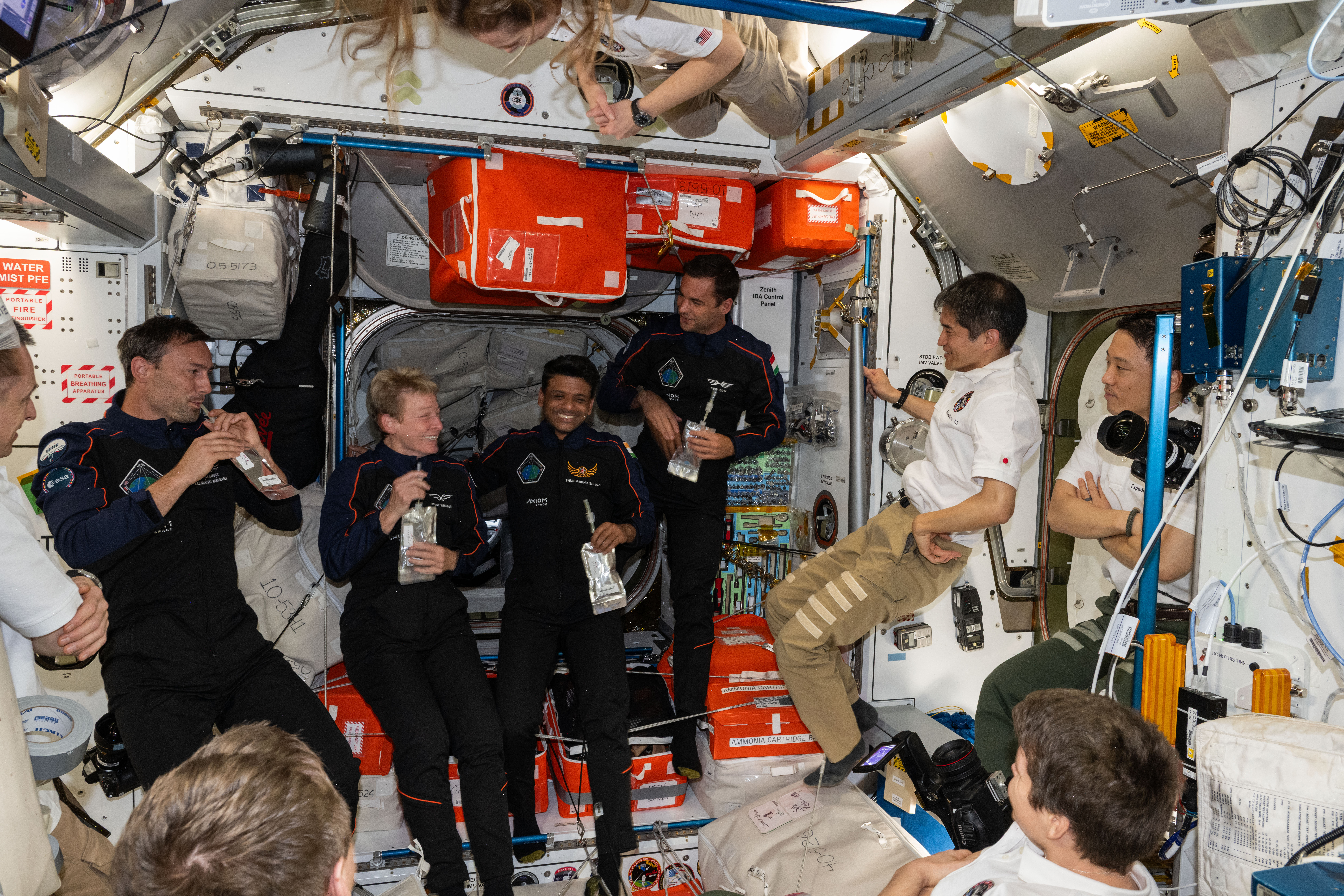
ドッキング後すぐにドリンクポーチを持って集まったアクシオム ミッション4のクルー（黒いジャンプスーツ）

2025年6月10日に、スペースXが静的燃焼試験後の検査でファルコン9ロケットに液体酸素漏洩を発見したことでAx-4の打ち上げが中止された。ミッションは必要な修理のための時間延期された。スペースXは、ミッションハードウェアの安全性と完全性を確保するため、打ち上げを中止することを公式に発表した。
2025年6月12日、宇宙ステーションの乗組員が新たな圧力漏れの可能性を調査するため、ミッションは延期された。この潜在的な漏れは、ズヴェズダ・モジュール後部セグメントにおいて、ロシア人宇宙飛行士による漏れ修理と密閉作業の結果、発見された。このセグメントでは、過去にも複数回の漏れが発生していた。2025年6月19日、NASAは2025年6月22日の打ち上げを中止することを決定した。
アクシオム4号の乗組員は、近代有人宇宙飛行史上、最も長い隔離期間の一つを経験した。アポロ計画の宇宙飛行士は3週間隔離されたものの、今日の宇宙飛行士の標準的な隔離期間はわずか2週間となっているが、アクシオム4号チームの隔離期間は当時の基準を大幅に上回り、飛行前の予防措置として異例の長期化となった。
ミッションの打ち上げは、2025年6月25日 06:31 UTC（現地時間6月25日午前2時31分）に3回目の試みで成功した。ISSに2週間の滞在に向けて2025年6月26日 10:31 UTCにISSへとドッキングした。